# Gerard Way
Gerard Arthur Way (Belleville, New Jersey, 9. travnja 1977.), američki glazbenik. Član je i vokal grupe My Chemical Romance. Stariji je brat Mikeya Waya, koji je svirao bass gitaru u bendu. Također je pisac stripa The Umbrella Academy, kojim je osvojio nagradu Eisner.
Rodio se je u Bellevilleu, New Jersey, od roditelja Donalda i Donne Lee Way. S majčine strane je Talijan, a s očeve Škot. S pjevanjem je počeo u četvrtom razredu, kada je igrao ulogu Petra Pana. Njegova baka Elena Lee Rush poučila ga je pjevanju i slikanju.
Pohađao je srednju školu Belleville, gdje je maturirao 1995. Zbog ljubavi prema stripovima i crtanju, završio je i School of Visual Arts u New Yorku.
3. rujna 2007. nakon koncerta u Coloradu, Gerard Way je oženio Lindsay Balato, poznatiju kao Lyn-Z, basisticu grupe Mindless Self Indulgence. Trenutno zajedno žive u Los Angelesu, California.